# ليلى والمجنون
 ليلى والمجنون مسرحية شعرية من ثلاثة فصول للشاعر المصري المعاصر صلاح عبد الصبور (1931-1981)، نشرت عام 1972
تعتبر أكثر أعماله حدة في مستواها السياسي خاصة أن أغلب النقاد اعتبروها مرثاة للجيل الذي انتمى له صلاح عبد الصبور وقد تناولت بشكل مباشر العلاقة التصادمية بين السلطة والشباب المثقف في الستينات.